# Elektrokortikografie

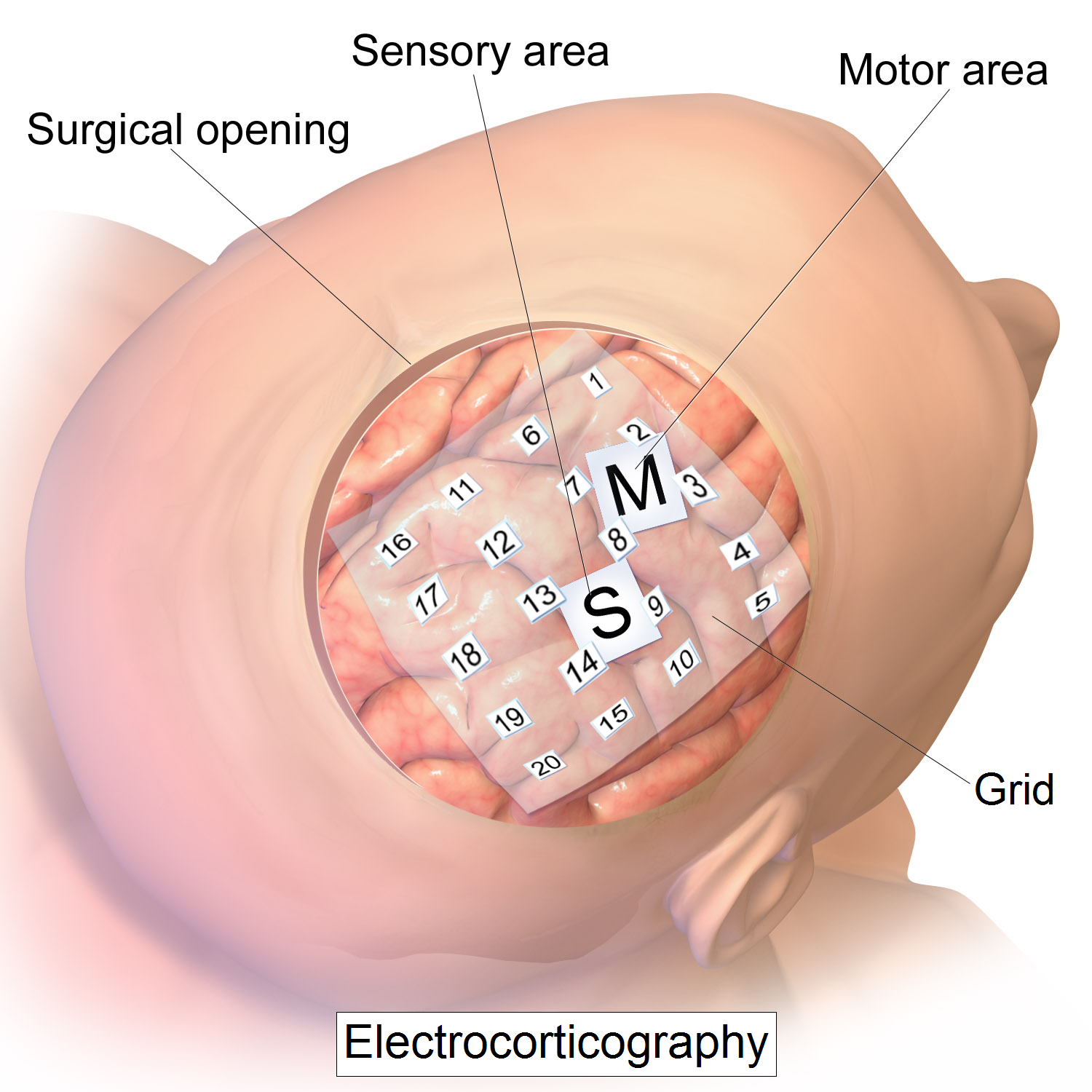
Ilustrace implantované matice (gridu) subdurálních elektrod.

Elektrokortikografie (ECoG) nebo také intrakraniální elektroencefalografie (iEEG) je metoda snímání elektrické aktivity pomocí elektrod umístěných na povrchu mozku. ECoG může být snímáno jak během operace (intraoperativní ECoG) tak mimo ni (extraoperativní ECoG). Z důvodu nutnosti chirurgického otevření lebky se ECoG řadí mezi invazivní vyšetření.

## Historie
ECoG začalo být poprvé využíváno v Montrealském neurologickém institutu neurochirurgy Wilderem Penfieldem a Herbertem Jasperem. ECoG bylo vyvinuto jako část montrealské procedury, tedy chirurgické metody léčby epilepsie. Záznamy potenciálů byly použity k nalezení epileptogenních zón, které jsou oblastmi mozku, kde vznikají epileptické záchvaty. Tyto zóny byly následně chirurgicky odstraněny.
Penfield a Jesper také využívali elektrické stimulace u pacientů v lokální anestezii. Tato metoda pomohla bližšímu zkoumání funkční anatomie mozku, mapování řečových center a identifikaci částí mozku, které neměly být během operace poškozeny či odstraněny.

## Elektrofyziologický princip
ECoG signály jsou tvořeny synchronizovanými postsynaptickými potenciály snímanými přímo z povrchu obnaženého kortexu. Elektrické potenciály vznikají převážně v pyramidových buňkách a jsou vedeny přes několik vrstev mozkové kůry (mozkomíšní mok, omozečnice, pavučnice) než dosáhnou subdurálních elektrod, které jsou umístěny pod tvrdou plenou mozkovou. U běžného skalpového EEG musí potenciály navíc projít lebkou, kde jsou ale výrazně utlumeny kvůli nízké vodivosti kosti. Z tohoto důvodu je prostorové rozlišení ECoG výrazně vyšší než rozlišení skalpového EEG. ECoG nabízí prostorové rozlišení 1 cm a je jím možné snímat potenciály o frekvenci stovek Hz.

## Postup
Snímání ECoG se provádí elektrodami umístěnými na obnažené kůře mozkové. Pro přístup ke kortexu musí nejprve neurochirurg provést kraniotomii, při níž odstraní část lebky. Tato procedura je prováděna v celkové anestezii nebo v lokální anestezii, pokud je vyžadována spolupráce pacienta pro mapování jednotlivých částí kortexu. Následně jsou na mozek umístěny elektrody. Umístění elektrod je určeno na základě předchozího EEG vyšetření a vyšetření na magnetické rezonanci. Elektrody mohou být umístěny pod tvrdou plenou mozkovou (epidurální) nebo pod ní (subdurální).
Elektrody bývají umístěny v pruzích nebo maticích různých rozměrů od 4 do 256 elektrod. Typický rozestup mezi elektrodami je 1 cm, každá elektroda má standardně průměr 5 mm. Elektrody jsou na povrchu mozku volně posazeny a jsou navrženy dostatečně ohebné, aby běžný pohyb mozku nemohl způsobit zranění. Hlavní výhodou polí elektrod je, že mohou být vsunuty pod tvrdou plenu mozkovou i do míst, která nebyla během kraniotomie odkryta.

## Klinické aplikace
Od prvního použití v padesátých letech je elektrokortikografie používána k lokalizaci epileptogenních zón během předoperačního vyšetření epileptických pacientů. ECoG má oproti alternativním diagnostickým vyšetřením několik výhod:
- Flexibilní umístění snímacích a stimulačních elektrod.[2]
- Může být provedeno kdykoliv před samotnou operací (resekcí epileptogenních zón), během ní i po ní.
- Umožňuje přímou elektrickou stimulaci mozku umožňující identifikaci kriticky důležitých oblastí kortexu, kterým je nutné se během operace vyhnout.
- Vyšší přesnost a citlivost než u skalpového EEG a vyšší odstup signál-šum.

Omezení ECoG zahrnují:
- Omezená doba snímání.
- Omezená oblast snímání - elektrody mohou být umístěny pouze v odhalené oblasti mozku.
- Snímání je ovlivněno anestetiky, léky a samotnou operací.

### Intraktabilní epilepsie
Epilepsie patří mezi nejběžněji neurologické onemocnění, které postihuje přibližně 1% populace. Epileptické záchvaty jsou v případě epilepsie chronickou záležitostí a jejich výskyt nesouvisí s vnějšími vlivy, ačkoliv jimi mohou být vyvolány. Intraktabilní nebo také farmakorezistentní epilepsie je formou epilepsie, u které není možné docílit přijatelného snížení počtu záchvatů přes léčbu antiepileptiky.
Extraoperativní ECoG
Před tím, než je možné určit pacienta jako vhodného k chirurgické léčbě epilepsie, je provedeno vyšetření magnetickou rezonancí a měření skalpového EEG, které má za úkol prokázat přítomnost epileptogenní tkáně. Ačkoliv je skalpové EEG důležitým diagnostickým nástrojem, postrádá přesnost nutnou k lokalizaci epileptogenní oblasti. Výsledek operace je závislý na přené lokalizaci a odstranění epileptogenní zóny. ECoG záznamy jsou hodnoceny s přihlédnutím k iktální aktivitě nahrané během záchvatu a interiktální epileptoformní aktivitě nahrané mezi záchvaty. ECoG se provádí také po samotné operaci kvůli zachycení zbývající epileptoformní aktivity a zhodnocení úspěšnosti operace.
Intraoperativní ECoG
Účelem resekční operace je odstranění epileptogenní tkáně, aniž by došlo k neakceptovatelným neorologickým následkům. Spolu s identifikací a lokalizací rozsahu epileptogenních zón tak ECoG, spolu s elektrickou mozkovou stimulací, slouží ke kortikálnímu mapování. To slouží k přesné lokalizaci kritických mozkových struktur, které chirurg nesmí během operace poškodit nebo odstranit, aby byly zachovány senzomotorické schopnosti. Funkční mapování vyžaduje spolupráci pacienta a je tak prováděno pod lokální anestezií. Intraoperativní ECoG může být také využito k monitorování epileptoformní aktivity a tak k určení, zda došlo k resekci celé epileptogenní oblasti.